# Centrul medical internațional
Centrul medical internațional (IMC) este un spital mare in orasul Jeddah în Arabia Saudită și s-a construit în anul 2005.